# NHK旭川放送局
NHK旭川放送局（エヌエイチケイあさひかわほうそうきょく）は、北海道の上川管内、留萌管内、宗谷管内と空知管内の北部（北空知）を放送対象地域とする日本放送協会（NHK）の地域放送局。テレビとラジオで地域放送を行っている。

## 放送局概要
- 旭川放送会館（演奏所） 〒070-8680 旭川市6条通6丁目27-5
- 留萌支局[注 2] 〒077-0027 留萌市住之江町1丁目7
- 稚内支局 〒097-0021 稚内市港1丁目2-3 郡ビル2階

放送対象地域のうち、北空知地区は以前は岩見沢放送局（現・札幌放送局岩見沢支局）の管轄だった。
全国のNHK放送局で、ひとつの放送局が管轄するエリアの面積が日本一広いとされている（面積は四国地方とほぼ同じ）。
なお、留萌支局には委託記者1人が常駐して留萌振興局管内全域の取材を、稚内支局には正職員記者1人が常駐して宗谷総合振興局管内全域の取材を担当している。
「1道1ブロック」という他都府県と異なる環境にあることから北海道のNHKは独自の改革を時間をかけて進めていて、2015年に道内他局共々営業部が廃止され札幌局営業推進部に統合移管された。これに伴い旭川局内には出先機関として「札幌放送局営業推進部北海道北営業センター」が設置された。当初は放送局の管轄に関係無く道北の広い範囲が担当エリアとなっていたが、後述の事情で後に旭川局と北見放送局の管内に集約された。
2022年春改編では道内7局がそれまで担当してきたローカル枠の放送エリアを再編し、関係局の業務と体制の大幅な見直しを進めている。旭川局は北見局メディア部の一部機能を統合し、「道北・オホーツク」エリア向けの放送時間を拡大、7局体制を維持し地域サービスの強化を掲げる。
NHKでは令和に入ってから、地域放送局を「部制」から「センター制」に再編する改革を進めているが、北海道では前述の事情により遅れた。2023年4月1日付で札幌局は「経営管理センター」と「メディアセンター」の「2センター制」に再編。これに伴い北海道北営業センターは廃止の上旭川局に再移管される一方で、旭川局では局内の部が全廃される予定である。

## チャンネル・周波数

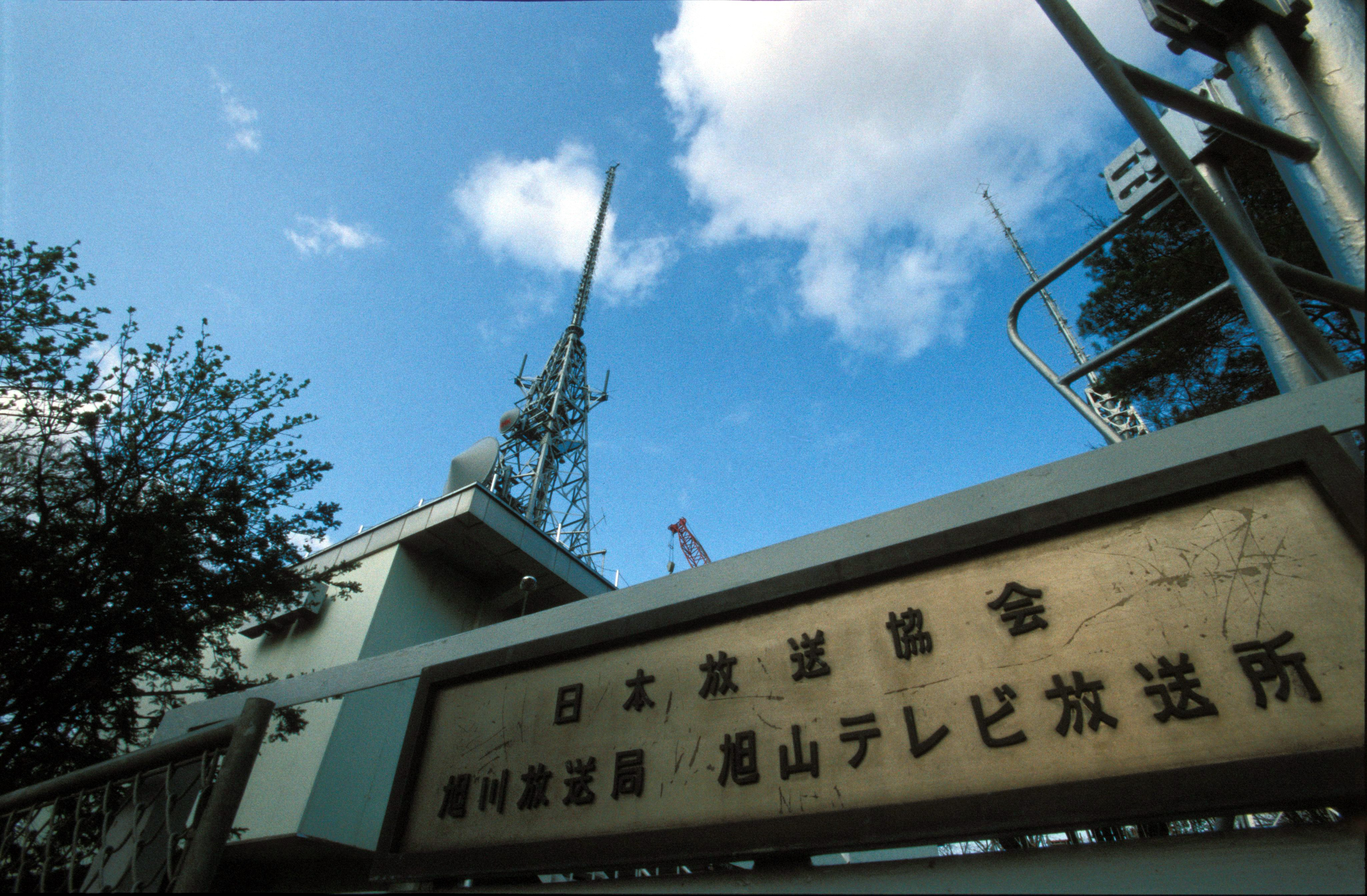
旭山テレビ放送所

- テレビ・ラジオ（FM）送信所（旭川送信所）：旭川市東旭川町倉沼45-1（旭山）
- ラジオ（第1・第2）送信所：旭川市豊岡6条7丁目4

### 地上デジタルテレビ放送
地上デジタル放送にもコールサインが付与されたため、旭川送信所は旭川放送局の親局となる。旭川送信所は2007年（平成19年）9月7日13:00から、和寒中継局は9月10日から試験電波発射と同時に試験放送開始。
2007年（平成19年）10月1日より旭川送信所と和寒中継局で本放送開始。ワンセグも試験放送開始当初から地域向けローカル放送を行っている。なお、本放送開始までテレビ画面でコールサイン、試験放送中のテロップは終日表示されなかった。以後開局した中継局は以下の通り：
- 2008年（平成20年）
  - 10月1日：上川
  - 10月6日：名寄
  - 11月17日：上富良野
  - 12月24日：富良野、上士別
  - 12月25日：深川、留萌
- 2009年（平成21年）
  - 1月27日：知駒、稚内、幌加内
  - 7月29日：富良野麓郷
  - 8月12日：富良野東山
  - 10月15日：幾寅
  - 11月27日：小平
  - 12月14日：幌延
  - 12月24日：空知金山、苫前、羽幌、西稚内、礼文、仙法志
- 2010年（平成22年）
  - 9月30日：小平港、小平本町
  - 10月29日：和寒西和
  - 11月30日：旭川台場、北稚内、上勇知、抜海
  - 12月1日：枝幸
  - 12月10日：占冠、温根別　
  - 12月24日：船泊

旭川送信所と同時開局した和寒中継局は地上デジタル放送中継局として旭川放送局管内で初の設置。

#### 総合テレビ（JOCG-DTV）
※リモコンキーID：3
- 旭川 15ch 1kW ※1
- 和寒 38ch 3W ※2
- 上川 31ch 5W
- 名寄 28ch 200W
- 上富良野 31ch 0.3W
- 上士別 15ch 3W
- 深川 31ch 10W
- 留萌 44ch 10W
- 富良野 28ch 10W
- 知駒 48ch 100W ※3
- 稚内 44ch 20W
- 幌加内 31ch 0.3W
- 富良野麓郷 27ch 1W
- 富良野東山 31ch 1W
- 幾寅 31ch 1W
- 小平 15ch 1W
- 幌延 45ch 0.1W
- 苫前 28ch 0.1W
- 羽幌 28ch 10W
- 空知金山 31ch 1W
- 礼文 27ch 3W ※4
- 仙法志 44ch 1W
- 西稚内 44ch 0.3W
- 小平港 28ch 0.01W
- 小平本町 18ch 0.01W
- 和寒西和 44ch 0.01W
- 旭川台場 45ch 1W
- 北稚内 31ch 0.1W
- 上勇知 31ch 0.01W
- 抜海 48ch 0.01W
- 枝幸 28ch 5W
- 占冠 24ch 1W
- 温根別 40ch 0.3W
- 船泊 47ch 0.3W

#### 教育テレビ（JOCC-DTV）
※リモコンキーID：2
- 旭川 13ch 1kW
- 和寒 18ch 3W
- 上川 20ch 5W
- 名寄 20ch 200W
- 上富良野 48ch 0.3W
- 上士別 13ch 3W
- 深川 41ch 10W
- 留萌 46ch 10W
- 富良野 20ch 10W
- 知駒 46ch 100W
- 稚内 20ch 20W
- 幌加内 41ch 0.3W
- 富良野麓郷 20ch 1W
- 富良野東山 46ch 1W
- 幾寅 35ch 1W
- 小平 13ch 1W
- 幌延 47ch 0.1W
- 苫前 20ch 0.1W
- 羽幌 20ch 10W
- 空知金山 51ch 1W
- 礼文 17ch 3W ※4
- 仙法志 45ch 1W
- 西稚内 20ch 0.3W
- 小平港 20ch 0.01W
- 小平本町 16ch 0.01W
- 和寒西和 43ch 0.01W
- 旭川台場 43ch 1W
- 北稚内 20ch 0.1W
- 上勇知 30ch 0.01W
- 抜海 46ch 0.01W
- 枝幸 26ch 5W
- 占冠 26ch 1W
- 温根別 42ch 0.3W
- 船泊 30ch 0.3W

※1：旭川送信所はTVhを除く民放各局が共同で新設。局舎・鉄塔・送信アンテナとも新設されたが局舎は民放各局のみ使用、NHKは既存のアナログテレビ・FM送信所施設を使用する。
※2：和寒中継局はこれまでNHKのアナログ・デジタル放送に加えてHBCとSTVのアナログ放送も送信されていたが、HBC・STVのデジタル放送についてはNHKの施設は使用せず、同じ地点にもう1か所置かれているHTB・UHB共同の中継局施設を使用（後から開局したTVhを含む民放各局で共同使用）するため、アナログ放送終了後はNHK単独の施設となる。
※3：エリアは宗谷地方南部と留萌北部のほか、離島である利尻島・礼文島の一部地域でも受信可能。なお、知駒中継局はこれまでNHKのアナログ・デジタル放送およびFM放送に加えてHTB・UHBのアナログ放送も送信されていたが、HTB・UHBのデジタル放送についてはNHKの施設は使用せず、同じ地点にHBC・STVも加えた民放各局共同で新設されたデジタル局舎からデジタル放送の電波を送信するため、アナログ放送終了後はNHK単独の施設となる。なお、知駒中継局デジタル放送の鉄塔・UHF送信アンテナはNHKが円柱式で別途新設。民放各局はこれまでNHKの施設からHTB・UHBのアナログ放送の送信に使用していたものをそのまま使用している。
※4：2014年9月29日から混信地域に対する受信状況改善のためチャンネルを変更。前日の9月28日までは総合は31ch、教育は20chで放送していた（地デジ中継局のチャンネル変更について― 礼文中継局の全チャンネルを変更 ― 総務省北海道総合通信局 2014年8月25日発表）。

#### 開局スケジュール
- 2010年12月24日の船泊中継局の開局により、道北・北空知地域のすべてのデジタル送信所・中継局の設置が完了した。
- アナログで開局した下川・一の橋・置杵牛・小石・枝幸問牧・枝幸目梨泊の各中継局についてはケーブルを通じた放送に変更されたか他の中継局でカバーされている。
- 音威子府中継局は名寄中継局・知駒中継局およびケーブルを通じた放送でカバーできるため、稚内宝来中継局は稚内中継局または北稚内中継局でカバーできるため、それぞれ非該当となっている。また、幌糠中継局（留萌市）も留萌中継局または深川中継局でカバーできることに加え、ケーブルを通じた放送でもカバーされるため置局不要となった。
- 旭川局独自の時刻スーパーはアナログ・デジタル放送とも旭川局独自のローカル放送のみ表示され、それ以外では東京または札幌局送出（デジタルは札幌局送出のみ）のものを表示。デジタルでは全国に先駆け、2007年（平成19年）9月26日より旭川局単域のローカル放送のみ先行でロダン数字のフォントの使用を開始している（他地域では10月1日から使用開始。7セグメントの使用は試験放送開始からわずか十数日程度に終わった）。なお、デジタルの旭川局出しフォントは札幌局出しのものよりわずかに影が濃い。
- スタジオ内・ニュース取材映像はデジタル放送開始当初からハイビジョン化されている。表示テロップ、天気などのCG画面は当初、標準画質用のものを継続使用していたが、2008年（平成20年）2月25日以降、表示テロップ、天気などのCG画面もハイビジョン化された。

### 地上アナログテレビ放送
※は、2011年7月24日の停波をもって運用を終えた中継局。

#### 総合テレビ（JOCG-TV）
- 旭川 9ch 1kW
- 旭川台場 53ch 10W
- 置杵牛 46ch 3W※
- 上川 3ch 30W
- 和寒 48ch 30W
- 和寒西和 53ch 0.1W
- 名寄 4ch 250W
- 知駒 9ch 250W
- 留萌 4ch 100W
- 幌糠 48ch 10W※
- 富良野 4ch 100W
- 上富良野 44ch 3W
- 麓郷 60ch 10W
- 東山 42ch 10W
- 空知金山 48ch 10W
- 幾寅 53ch 10W
- 占冠 42ch 10W
- 稚内 28ch 200W[注 5]
- 上勇知 60ch 0.1W
- 北稚内 37ch 1W
- 西稚内 52ch 3W
- 抜海 51ch 0.1W

- 稚内宝来 55ch 0.1W※
- 枝幸 4ch 10W
- 枝幸問牧 44ch 0.1W※
- 枝幸目梨泊 51ch 0.1W※
- 小石 51ch 0.1W※
- 礼文 4ch 10W
- 礼文船泊 51ch 3W
- 利尻仙法志 52ch 10W
- 深川 18ch 100W
- 幌加内 48ch 3W
- 上士別 58ch 30W
- 朝日三望台 46ch 0.1W※
- 温根別 59ch 3W
- 下川 59ch 10W※
- 一の橋 58ch 0.1W※
- 音威子府 53ch 10W※
- 小平 3ch 10W
- 小平本町 57ch 0.1W
- 小平港町 52ch 0.1W
- 苫前 45ch 1W
- 羽幌 55ch 100W
- 幌延 51ch 1W

#### 教育テレビ（JOCC-TV）
- 旭川 2ch 1kW
- 旭川台場 49ch 10W
- 美瑛置杵牛 48ch 3W※
- 上川 5ch 30W
- 和寒 46ch 30W[注 6]
- 和寒西和 59ch 0.1W
- 名寄 12ch 250W
- 知駒 2ch 250W
- 留萌 2ch 100W
- 幌糠 45ch 10W※
- 富良野 12ch 100W
- 上富良野 46ch 3W
- 麓郷 62ch 10W
- 東山 44ch 10W
- 空知金山 45ch 10W
- 幾寅 51ch 10W
- 占冠 44ch 10W
- 稚内 30ch 200W
- 上勇知 52ch 0.1W
- 北稚内 35ch 1W
- 西稚内 50ch 3W
- 抜海 49ch 0.1W
- 稚内宝来 57ch 0.1W※
- 枝幸 12ch 10W
- 枝幸問牧 46ch 0.1W※
- 枝幸目梨泊 49ch 0.1W※
- 小石 49ch 0.1W
- 礼文 12ch 10W
- 礼文船泊 51ch 3W
- 利尻仙法志 52ch 10W
- 深川 16ch 100W
- 幌加内 50ch 3W
- 上士別 56ch 30W
- 朝日三望台 48ch 0.1W※
- 温根別 61ch 3W
- 下川 61ch 10W※
- 一の橋 56ch 0.1W※
- 音威子府 49ch 10W※
- 小平 12ch 10W
- 小平本町 59ch 0.1W
- 小平港町 50ch 0.1W
- 苫前 49ch 1W
- 羽幌 53ch 100W
- 幌延 49ch 1W

### ラジオ放送

#### ラジオ第1放送（JOCG）
- 旭川 周波数621kHz 出力3kW 上川地方中部、上川地方南部、空知地方北部が受信エリア

中継局
- 遠別 792kHz 1kW 留萌地方中部（天売焼尻の離島も含む）、留萌地方北部、宗谷南部（利尻島、礼文島も含む）、上川管内中川町と、受信エリアは広い。
- 名寄 837kHz 1kW （1990年頃まで 603kHz 1kW） 名寄市、士別市などの上川北部が受信エリア。
- 稚内 927kHz 1kW 宗谷北部、利尻島、礼文島が受信エリア。
- 中頓別 1026kHz 100W 中頓別町、枝幸町、浜頓別町の宗谷南部が受信エリア。
- 留萌 1161kHz 100W 留萌市、増毛町、小平町の留萌南部が受信エリア。

#### ラジオ第2放送（JOCC）
- 旭川 1602kHz 1kW

中継局
- 名寄 1125kHz 1kW
- 留萌 1359kHz 100W
- 中頓別 1359kHz 100W
- 稚内 1467kHz 1kW
- 遠別 1602kHz 1kW

#### FM放送（JOCG-FM）
- 旭川 85.8MHz 500W（実効輻射電力・2.9kW）上川地方中部、空知地方北部が受信エリア。

中継局
- 羽幌 83.8MHz 100W　留萌地方中部（天売焼尻の離島も含む）が受信エリア。
- 深川 84.0MHz 10W　空知地方北部が受信エリア。
- 富良野 84.2MHz 100W　富良野市、中富良野町、上富良野町の上川地方南部が受信エリア。
- 稚内 84.5MHz 100W　宗谷北部、利尻島、礼文島が受信エリア。
- 上川 84.5MHz 10W　上川町が受信エリア。
- 幾寅 84.7MHz 1W　南富良野町が受信エリア。
- 留萌 84.8MHz 100W　留萌地方南部が受信エリア。
- 名寄 88.2MHz 1kW（ERP・1.8kW）上川地方北部が受信エリア。
- 知駒 89.1MHz 1kW（ERP・6.6kW）宗谷地方全域（利尻島、礼文町の離島も含む）、上川地方北部、留萌地方北部が受信エリア。
- 礼文 89.7MHz 10W　利尻町、礼文町が受信エリア。
- 枝幸 89.9MHz 10W　宗谷地方南部が受信エリア。

※FM放送の音声はこれまで旭川局単域でのローカルニュースおよび高校野球地方大会放送時のみステレオ信号を出さずにモノラル放送となっていたが、機材更新により2012年2月6日から前述の番組を含めて終日ステレオ放送となった。

## 沿革
- 1928年（昭和3年） 旭川商工会議所らにより旭川へのNHK放送局誘致活動を開始[4]。
- 1932年（昭和7年）7月 旭川市5条20丁目にて放送局施設を着工[4]。
- 1933年（昭和8年）
  - 7月30日 試験放送開始[4]。
  - 8月1日 日本放送協会北海道支部旭川支所発足[4]。
  - 9月4日 社団法人日本放送協会旭川放送局開局（現・旭川市中央公民館）周波数700kc/s、出力300W、放送機GRP-35B型（東京電気無線製）。
- 1934年（昭和9年）7月9日 市営球場（現在のスタルヒン球場の前身）より初の野球（全道軟式野球大会決勝）実況中継[4]。
- 1936年（昭和11年）6月19日 日食実況中継[4]。
- 1950年（昭和25年）
  - 4月 ラジオ第2放送開始[4]。
  - 6月1日 放送法施行に伴い社団法人日本放送協会が解散。特殊法人としての日本放送協会が設立され一切の権利義務を継承。
- 1958年（昭和33年）12月28日 総合テレビジョン放送開始[4]。送信所は旭山に設置。
- 1960年（昭和35年）
  - 11月 - テレビ関係設備に対応した局舎増築を竣工[4]。
  - 11月1日 教育テレビジョン放送開始 送信所は旭山に設置（既存施設の継続使用）。
- 1964年（昭和39年）
  - 3月1日 現・旭川放送会館落成[4]。
  - 4月 - 初のテレビローカル番組「道北の話題」開始[4]。
  - 6月25日 FM試験放送開始[4]（音声はモノラル） 送信所はテレビと同様旭山に設置（既存施設の継続使用）。
- 1965年（昭和40年）
  - 1月16日 東旭川にラジオ放送所を移転、初代旭川局舎の使用を終了[4]。旧局舎はその後1966年に旭川市に譲渡され旭川市中央公民館として使用[5]。
- 1969年（昭和44年）
  - 3月1日 FM本放送開始[4]。
  - 12月24日 ローカルニュースカラー放送開始[4]。
- 1977年（昭和52年）10月20日 FMステレオ放送設備完成[4]。
- 1978年（昭和53年）11月23日 中波チャンネルプラン変更。
- 1979年（昭和54年）6月13日 松江放送局とともに初のコンピュータによる運行装置の運用を開始[4]。
- 1986年（昭和61年）8月 総合テレビジョン音声多重放送開始。
- 1991年（平成3年）3月21日 教育テレビジョン音声多重放送全国同時開始。
- 2007年（平成19年）10月1日 旭川（旭山）と和寒中継局で地上デジタル放送開始。
- 2011年（平成23年）7月24日 アナログ放送終了。
- 2015年（平成27年）営業部を廃止、札幌放送局営業推進部に移管。旭川局内には出先機関として「札幌放送局営業推進部北海道北営業センター」が設置される。

## 天気カメラ
※HD＝ハイビジョン対応
- 旭川市内
  - ロワジールホテル旭川屋上 ※HD
    - 以前は旭川放送局鉄塔に設置していたが、旭川パレスホテル（現ロワジールホテル旭川）完成時に移設された。
    - 過去には高架駅開業前のJR旭川駅（平和通買物公園方向に向けられていた）や旭川ターミナルホテル屋上（JR旭川駅方向を中心に向けられている）にも設置されていた。
- 稚内
  - 開基百年記念塔（STVの天気カメラも設置されている） ※HD
  - 稚内空港 ※HD
- 留萌（千望台の中継塔）※HD
- 名寄（砺波山の中継塔）
- 東神楽町（旭川空港）
- 美瑛町
- 利尻島・礼文島 ほか

## 旭川局制作番組

### 総合テレビ
- ほっとニュース道北・オホーツク（月 - 水 18:40 - 18:55、木・金は18:40 - 19:00）※北見局との共同制作

- なつかしの旭川（フィルム映像・VTR映像に残されている旭川市内の出来事を記録した1分間のスポット。随時）
  - 当放送局のホームページでも紹介されている（画像のみ）
- わが街のいちおし!!（道北・北空知のおすすめ名所や見所を紹介する1分間のスポット。随時）

※旭川ローカル枠放送時、デジタル放送での「NHK G」のウォーターマークに限らず、アナログ放送で常時表示される「アナログ」のチャンネルロゴ表示、アナログ放送終了告知テロップおよび「アナログ放送終了まであと○○日」のカウントダウン表示（2011年7月1日から24日の間）は行わなかった。

### ラジオ第1放送
- 道北♡LOVEラジオ（毎月第1金曜日 12:30 - 12:55＜旭川管内＞、毎月第3木曜日 17:00 - 17:55＜北海道内　北海道まるごとラジオとして＞）
- ニュース・気象情報 （ラジオ第1・FM、月 - 金 18:57 - 19:00）

## 過去の制作番組
- ネットワークニュース北海道あさひかわ（総合テレビ）
- ほくほくテレビニュースあさひかわ（総合テレビ） 
  - 札幌放送局を除くNHK道内各放送局の夕方のローカル枠の中では唯一、「ほくほくテレビ」のタイトルがつけられていた。オープニングBGMはローカル番組独自のものであるが、エンディングBGMは札幌放送局で流れているもの（「ほくほくテレビニュース」終了時 ）とまったく同じである。そのため番組終了時のクレジットは「ほくほくテレビニュース 終」と表示されていた。
- ここスタ!○○（現行の「まるごとニュース北海道 あさひかわ」金曜日放送枠の時間帯にて不定期放送）
  - 道北・北空知地方の各市町村へ中継車を派遣し、特設会場から生中継を行う。また、このときに限り、道北・北空知地方のローカルニュースは通常のニューススタジオではなく、局内のニュースデスクにカメラを設置し、ニュースデスク担当者がニュースを伝える（気象情報は通常通り男性アナウンサーまたは女性契約キャスターが担当）。2008年（平成20年）3月7日放送（この日の中継先は羽幌町）では通常のニューススタジオからの放送だったが、背景のクロマキー合成画面ではアナウンス・番組制作などのさまざまなデスクが置かれている部署内の映像が流れていた。
- ニュースネットほっかいどう（総合テレビ）
- きょうの北海道（総合テレビジョン）1985年10月 - 1988年3月
- イブニングネットワーク旭川（総合テレビ 1988年4月 - 1997年3月）
  - 1988年4月 - 1991年3月、平日・土日祝 18:45 - 19:00 番組エンディングは旭川局
  - 1991年4月 - 1992年3月、平日 18:45 - 18:50 に旭川局からのニュース。全国の天気3分間をはさみ、18:53から2分30秒に旭川からの気象情報。残り1分30秒のエンディングが札幌局からになる。18:57 - 19:00 東京よりプレマップ。
  - 1992年4月 - 1997年3月。旭川からのローカル枠が18:56 - 18:58の2分間の気象情報のみ（他の道内各局は18:45 - 18:50のローカル枠にニュースが放送されたが、旭川局は札幌局と同じ内容で、旭川局アナウンサーの顔出しは5年間無かった）、18:58 - 19:00の番組エンディングは札幌局と同じ。なお、正午のニュースでは長年旭川局より顔出しの1 - 2分のローカル枠は継続して放送されていた。
  - 1993年より北海道内の土日祝日年末年始のニュース・気象情報が、札幌局に一本化され、ローカル枠は平日のみとなり、現在に至る。
- 情報プリズム旭川（総合テレビ 月 - 金 18:56 - 18:58）
  - 「情報プリズム北海道」放送開始の1997年4月から、旭川局の夕方ローカル枠としては5年ぶりにアシスタントリポーターによる顔出しの気象情報が復活するが、ローカルニュースは無かった。番組エンディングは札幌局と同じ。
- ニュース北海道あさひかわ（総合テレビ 月 - 金 18:45 - 18:58）旭川局からのローカルニュースが復活した。
- 北海道の窓（総合テレビ）
- 道北ライフ（総合テレビ 月 - 金 11:45 - 12:00）
- チャンネルくらしあさひかわ（総合テレビ 月 - 金 11:45 - 12:00）
- ほっからんど212あさひかわ（総合テレビ 月 - 金 11:45 - 12:00）
- ニュースクエスト道北（1992年から2年間）（総合テレビ 毎月最終土 18:10 - 18:40）
- 北海道ニュースワイド
  - 1988年4月 - 、北海道モーニングワイド開始から、朝のローカルニュースが、札幌局の全道ニュースに一本化され、現在に至る。
- あさひかわ発 ふるさと便（ラジオ第1）
- 夕べのひととき（FM）
- FMハローサタデー旭川（FM）

## アナウンサー・キャスター
全員が「ほっとニュース道北・オホーツク」を交替で担当している。北見駐在だった舛川弥生の退局に伴い、全員旭川局勤務となった。
| 氏名           | 前任地       | 備考                                     |
| アナウンサー   | アナウンサー | アナウンサー                             |
| -------------- | ------------ | ---------------------------------------- |
| 白崎義彦*      | 札幌         | アナウンスグループ統括                   |
| 大河内惇       | 札幌         | 2024年異動、あさイチ北海道中継リポーター |
| 契約キャスター |              |                                          |
| 及川凜華       | 徳島         | 2023年入局                               |
| 田中さや       | 初任地       | 2025年入局                               |
| 気象予報士     |              |                                          |
| 赤羽祐介       |              | ウェザーマップ所属                       |